# Augustinus Terwesten
Augustinus Terwesten, né le 4 mai 1649 à La Haye et mort le 21 janvier 1711 à Berlin, est un artiste peintre du nord des Pays-Bas.

## Biographie
Augustinus Terwesten étudie avec un peintre nommé Wielin à La Haye. Il reçoit ensuite des cours de Willem Doudyns pendant deux ans. En 1672, il part pour un Grand Tour à travers l'Allemagne vers l'Italie, où il passe trois ans. À Rome, il devient membre du cercle des Bentvueghels, où il est surnommé Patrysvogel (perdrix, en référence à l'histoire de Perdrix par Ovide). Il poursuit ensuite son voyage par la France et l'Angleterre, et revient à La Haye après une absence de six ans. 
En 1678, il ouvre un atelier à La Haye, spécialisé dans la décoration murale et de plafond. En 1682-1683, il contribue à la création de l'Académie de dessin de La Haye, fondée par la Confrérie Pictura, qu'il a aussi contribué à fonder et dont il est membre.
En 1692, il devient peintre de cour pour le fils du prince-électeur Frédéric III de Brandebourg, à Berlin, et le convainc de parrainer la création d'une Académie des arts à Berlin. Après avoir supervisé sa construction, qui s'achève en 1697, il devient professeur à l'Académie et le reste jusqu'à sa mort en 1711. 
Il a eu de nombreux élèves, parmi lesquels ses frères Elias et Mattheus Terwesten, mais aussi les peintres Frans Beeldemaker, Nikolaus Bruno Belau, Andries Bertoen, Jacobus Bisschop, Nicolaes Hooft et Cornelis Michiarus.
Il est connu aujourd'hui pour ses peintures allégoriques et ses portraits.